# Prix de la meilleure comédienne du Syndicat de la critique
 (avril 2024).
Si vous disposez d'ouvrages ou d'articles de référence ou si vous connaissez des sites web de qualité traitant du thème abordé ici, merci de compléter l'article en donnant les références utiles à sa vérifiabilité et en les liant à la section « Notes et références ».
Le prix de la meilleure comédienne du syndicat de la critique est une distinction artistique française récompensant les meilleures actrices de théâtre de l'année.

## Palmarès
- 1962/1963 : Monique Lejeune dans La Ménagerie de verre de Tennessee Williams
- 1963/1964 : Madeleine Renaud dans Oh les beaux jours  de Samuel Beckett, Odéon-Théâtre de France, et Jacqueline Maillan dans Croque-Monsieur de Marcel Mithois, Théâtre Saint-Georges, ex æquo
- 1964/1965 : Madeleine Robinson dans Qui a peur de Virginia Woolf ? de Edward Albee, Théâtre de la Renaissance
- 1965/1966 : Emmanuelle Riva dans L'Opéra du monde de Jacques Audiberti, Théâtre de Lutèce
- 1966/1967 : Delphine Seyrig dans La prochaine fois je vous le chanterai de James Saunders et Se trouver de Pirandello, Théâtre Antoine
- 1967/1968 :
- 1968/1969 : Michelle Marquais dans Angelo de Victor Hugo, Théâtre de l'Athénée, et Delphine Seyrig dans L'Aide-mémoire de Jean-Claude Carrière, Théâtre de l'Atelier ex æquo
- 1969/1970 : Francine Bergé dans Bérénice de Racine, et Suzanne Flon dans Térésa de Natalia Ginzburg, Théâtre 347, ex æquo
- 1970/1971 : Judith Magre dans Les Prodiges de Jean Vauthier, TNP
- 1971/1972 : Judith Magre dans Eugénie Kroponime de René Ehni, Espace Cardin
- 1972/1973 : Isabelle Adjani pour L'École des femmes de Molière, Comédie-Française
- 1973/1974 : Maïa Simon pour Cet animal étrange de Gabriel Arout, Théâtre La Bruyère
- 1974/1975 : Annie Girardot dans Madame Marguerite de Renato Athayde adaptation Jean-Loup Dabadie, Théâtre Montparnasse
- 1975/1976 : Ludmila Mikaël pour ses interprétations à la Comédie-Française
- 1976/1977 : Danièle Lebrun dans Madame de Sade de Mishima, Compagnie Renaud-Barrault-Petit Orsay
- 1977/1978 : Nathalie Nell dans Les Derniers de Gorki, Théâtre de la Ville
- 1978/1979 : Nadia Barentin dans La Maison des cœurs brisés de George Bernard Shaw, Théâtre de la Ville, et Autour de Mortin de Robert Pinget, Théâtre Essaïon-Valverde
- 1979/1980 : Geneviève Page dans Les Larmes amères de Petra von Kant de Rainer Werner Fassbinder, Théâtre Montparnasse, Maison de la culture d'Amiens
- 1980/1981 : Suzanne Flon dans Le Cœur sur la main de Loleh Bellon, Studio des Champs-Élysées
- 1981/1982 : Catherine Sellers dans Virginia d'Edna O'Brien, Théâtre du Rond-Point
- 1982/1983 : Delphine Seyrig dans Sarah et le cri de la langouste de John Murrell, Théâtre de l'Œuvre
- 1983/1984 : Marilu Marini dans La Femme assise de Copi, Théâtre des Mathurins
- 1984/1985 : Dominique Valadié dans Noises de Enzo Cormann, Théâtre Ouvert et dans Ubu roi d'Alfred Jarry, Théâtre national de Chaillot
- 1985/1986 : Nicole Garcia dans Deux sur une balançoire de William Gibson, Théâtre de l'Atelier
- 1986/1987 : Jeanne Moreau dans Le Récit de la servante Zerline d'après Hermann Broch, Festival d'Automne-TNP Villeurbanne
- 1987/1988 : Maria Casarès dans Hécube d'Euripide, Centre dramatique de Gennevilliers
- 1988/1989 : Catherine Hiegel dans La Veillée de Lars Noren, Théâtre de la Colline
- 1989/1990 : Jany Gastaldi dans Phèdre, de Sénèque, Théâtre Gérard-Philipe
- 1990/1991 : Anouk Grinberg dans La Maman et la Putain d'après Jean Eustache, Théâtre de Lyon à la MC93 Bobigny
- 1991/1992 : Valérie Dréville dans Bal masqué de Lermontov, Comédie-Française
- 1992/1993 : Dominique Reymond dans Madame Klein de Nicholas Wright, Centre dramatique d'Aubervilliers
- 1993/1994 : Isabelle Huppert dans Orlando de Virginia Woolf, Odéon-Théâtre de l'Europe
- 1994/1995 : Christiane Cohendy dans Décadence de Steven Berkoff, Théâtre de la Colline
- 1995/1996 : Myriam Boyer dans Le Retour au désert de Bernard-Marie Koltès
- 1996/1997 : Dominique Blanc dans Maison de poupée d'Henrik Ibsen, Odéon-Théâtre de l'Europe
- 1997/1998 : Anne Alvaro dans La Tragédie Optimiste de Vsevolod Vichnevski, Théâtre de Gennevilliers et ses différents rôles au Odéon-Théâtre de l'Europe
- 1998/1999 : Marianne Basler dans Le Misanthrope de Molière, MC93 Bobigny, Théâtre Vidy-Lausanne
- 1999/2000 : Catherine Samie dans La Dernière Lettre de Vassili Grossman, Studio-Théâtre de la Comédie-Française
- 2000/2001 : Françoise Gillard dans Le Mal court de Jacques Audiberti, Théâtre du Vieux-Colombier
- 2001/2002 : Nada Strancar dans Mère Courage et ses enfants de Bertolt Brecht, TNP Villeurbanne, Comédie de Reims
- 2002/2003 : Dominique Blanc dans Phèdre de Racine, Odéon-Théâtre de l'Europe
- 2003/2004 : Hélène Alexandridis dans La Mère de Stanislaw Ignacy Witkiewicz, Théâtre Gérard-Philipe et Derniers Remords avant l'oubli de Jean-Luc Lagarce, Odéon-Théâtre de l'Europe
- 2004/2005 : Catherine Hiegel dans J'étais dans ma maison et j'attendais que la pluie vienne de Jean-Luc Lagarce, Théâtre de la Cité internationale
- 2005/2006 : Dominique Reymond dans Le Baladin du monde occidental de Synge, Théâtre national de Chaillot
- 2006/2007 : Dominique Valadié dans Président de Thomas Bernhard, Théâtre national de la Colline
- 2007/2008 : Clotilde Hesme dans La Seconde Surprise de l'amour de Marivaux, Théâtre des Amandiers
- 2008/2009 : Ludmila Mikaël dans L’Amante anglaise de Marguerite Duras, Théâtre de la Madeleine
- 2009/2010 : Anouk Grinberg dans Les Fausses Confidences de Marivaux, mise en scène Didier Bezace, Théâtre de la Commune
- 2010/2011 : Valérie Dréville dans Long Voyage du jour à la nuit d'Eugene O'Neill, mise en scène Célie Pauthe, Théâtre national de la Colline
- 2011/2012 : Emmanuelle Béart dans Se trouver de Luigi Pirandello, mise en scène Stanislas Nordey, Théâtre national de Bretagne,  Théâtre national de la Colline
- 2012/2013 : Christiane Millet dans Calme de Lars Norén, mise en scène Jean-Louis Martinelli, Théâtre Nanterre-Amandiers
- 2013/2014 : Vanessa van Durme dans sa pièce Avant que j'oublie, mise en scène Richard Brunel, Comédie de Valence, Théâtre du Rond-Point
- 2014/2015 : Emmanuelle Devos dans Platonov d'Anton Tchekhov, mise en scène Rodolphe Dana (Collectif Les Possédés), théâtre du Nord, théâtre national de la Colline
- 2015/2016 : Dominique Valadié dans Qui a peur de Virginia Woolf ? d'Edward Albee, mise en scène Alain Françon, théâtre de l'Œuvre
- 2016-2017 : Elsa Lepoivre dans Les Damnés, (Comédie-Française), Lucrèce Borgia de Victor Hugo, (Comédie-Française), La règle du jeu (Comédie-Française), Le Cerf et le Chien, (Comédie-Française-Studio)
- 2017-2018 : Anouk Grinberg dans Un mois à la campagne d’Ivan Tourgueniev, mise en scène Alain Françon (Théâtre des nuages de neige / joué au Théâtre Déjazet)
- 2018-2019 : Marlène Saldana dans Les Idoles de Christophe Honoré, Théâtre de Vidy, Théâtre de l’Odéon
- 2019/2020 : Ludmilla Dabo dans Une femme se déplace de David Lescot[1]
- 2020-2021 : Elsa Lepoivre dans Le Côté de Guermantes inspiré de Marcel Proust (Comédie-Française)[2]
- 2021-2022 : Georgia Scalliet dans La Seconde Surprise de l'amour de Marivaux, mise en scène d’Alain Françon[3]
- 2022-2023 : Catherine Hiegel dans Music-hall et dans Les Règles du savoir-vivre dans la société moderne de Jean-Luc Lagarce, mises en scène de Marcial Di Fonzo Bo[4]
- 2023-2024 : Noémie Gantier dans L’Art de la joie d’après l’œuvre de Goliarda Sapienza, adaptation théâtre et mise en scène d’Ambre Kahan[5]